# Temple de Tianning
Le Temple de Tianning (chinois simplifié : 北京天宁寺 ; pinyin : běijing tiānníng sì) est situé dans le quartier de Guang'an men à Pékin, en République populaire de Chine. Le temple contient la Pagode du temple de Tianning qui date du XIIe siècle. Celle-ci date de la dynastie Liao et a été construite entre 1100 et 1120, peu avant la conquête de la dynastie Liao par  la Dynastie Jin puis par l'Empire mongol sous Kubilai Khan, qui en fit la capitale de la dynastie Yuan en 1270 sous le nom de Khanbalik en köktürk ou Dadu en chinois. La pagode chinoise de treize étages mesure 57,8 m, a une base octogonale est construite en brique et pierre, mais imite la conception des anciennes pagodes en bois de la Chine ancienne par des dougong ornementaux. Elle repose sur une grande plate-forme carrée, avec la partie inférieure de la pagode prenant la forme d'un piédestal sumeru. La pagode est dotée d'une véranda avec une rampe, qui est encore tout à fait solide, sans creux ou escalier à l'intérieur comme les pagodes se caractérisent. Les autres motifs ornementaux comprennent des portes cintrées et les gardiens célestes bouddhistes. Sa conception a inspiré des constructions de pagodes plus tard, comme la pagode similaires du temple Cishou, construite sous la dynastie Ming en 1576 à Pékin.
La structure et les ornements sont restés identiques depuis la construction de la pagode, mais un important séisme en 1976 a causé le détachement et la chute du clocher original en forme de perle. Il a depuis été restauré. Les motifs entourant la pagode ont également été rénovés et reconstruits à plusieurs reprises au cours des dynasties Ming et Qing. L'historien de l'architecture Liang Sicheng (1901-1972) connu pour la découverte et la documentation la plus ancienne existante sur les structures en bois encore debout en Chine, a célébré la Pagode du Temple de Tianning comme un dessin d'architecture primitive de l'antiquité.

## Galerie

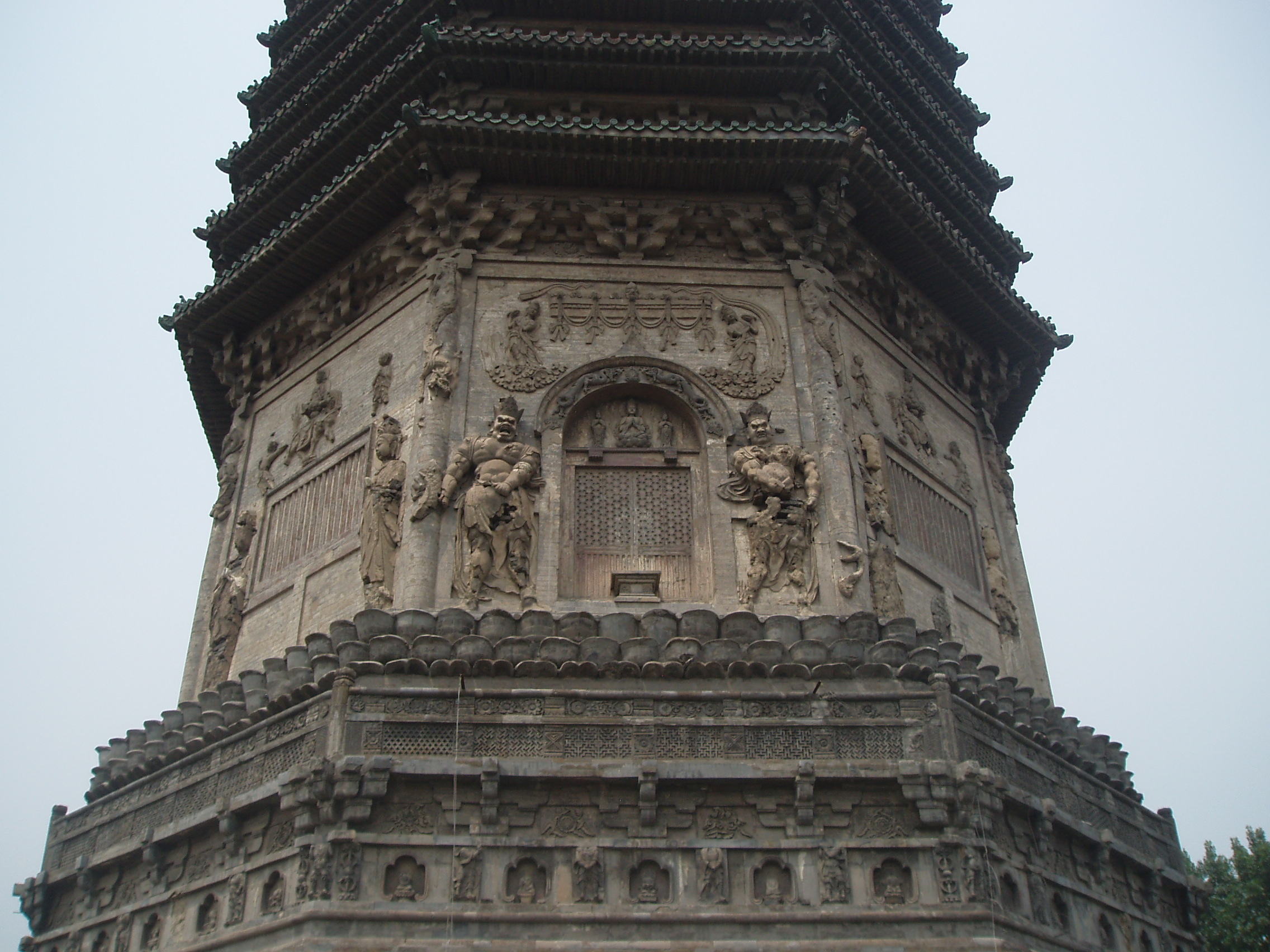
Détail des reliefs sculptés
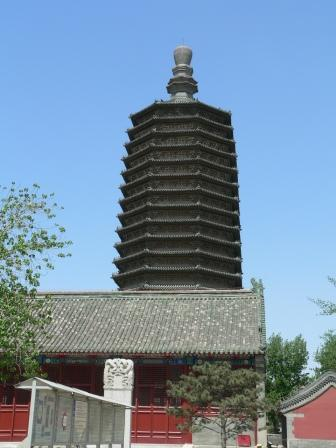
Pagode du temple de Tianning (en arrière-plan) à Pékin